# Erhard Heilemann
Erhard Heilemann (* 4. September 1939) ist ein ehemaliger deutscher Fußballspieler, der 1961/62 für den SC Chemie Halle in der DDR-Oberliga, der höchsten Spielklasse im DDR-Fußball, aktiv war.

## Sportliche Laufbahn
Bereits in seiner ersten Saison im DDR-weiten Fußballspielbetrieb erkämpfte sich der 19-jährige Erhard Heilemann 1959 bei der Betriebssportgemeinschaft (BSG) Chemie Wolfen in der zweitklassigen DDR-Liga-Mannschaft einen Platz in der Stammelf. In den 26 Ligaspielen wurde er 23-mal eingesetzt, und mit seinen zehn Treffern wurde er hinter seinem Sturmkollegen Klaus Büchner zweitbester Torschütze der Wolfener. Auch in den beiden folgenden Spielzeiten war Heilemann ein Aktivposten der Mannschaft. Sowohl 1960 als auch 1961/62 (39 Spieltage zum Wechsel in die Sommer-Frühjahr-Saison) fehlte er jeweils nur bei einem Punktspiel wurde mit 14 bzw. 22 Treffern Torschützenkönig der BSG Chemie.
Aufgrund seiner hervorragenden Leistungen veranlasste der SC Chemie Halle, das regionale Fußballleistungszentrum und aktueller Pokalsieger, zur Saison 1962/63 den Wechsel von Heilemann in dessen Oberligamannschaft. Dort wurde er zunächst regelmäßig bis zum 5. Spieltag als Stürmer eingesetzt, wobei er am 4. Spieltag in der Begegnung SC Wismut Karl-Marx-Stadt – SC Chemie (2:1) mit dem 1:0-Führungstreffer sein erstes Oberligator erzielte. In diesen Zeitabschnitt fiel auch sein einziger Einsatz im Europapokal. Am 5. September 1962 wurde er im Erstrundenspiel des Europapokals der Pokalsieger OFK Belgrad – SC Chemie (2:0) als Mittelstürmer eingesetzt. Im weiteren Verlauf der Saison wurde er danach nur noch sporadisch in der Oberliga aufgeboten, sodass er bis zum Saisonende auf insgesamt dreizehn Oberligaeinsätze und drei Tore kam.
Für die Saison 1963/64 planten die Hallenser nicht mehr mit Heilemann, der wieder zu Chemie Wolfen zurückkehrte. Dort bestritt er bis zum November 1963 elf Punktspiele in der DDR-Liga und schoss fünf Tore. Anschließend wurde er für 18 Monate zum Wehrdienst in der Nationalen Volksarmee eingezogen. Während dieser Zeit konnte er bei der Armeesportgemeinschaft (ASG) Vorwärts Leipzig weiter Fußball in der DDR-Liga spielen. Bis zum April 1965 absolvierte Heilemann 33 Punktspiele und wurde 1964/65 mit 13 Treffern auch in Leipzig Torschützenkönig. Nach seiner Entlassung kehrte er erneut zur BSG Chemie Wolfen zurück, die inzwischen in die drittklassige Bezirksliga abgestiegen war. 1968 kehrte er mit der Mannschaft wieder in die DDR-Liga zurück, wo er noch zwei Spielzeiten aktiv war. Von den 60 Ligaspielen dieses Zeitraums bestritt Heilemann 53 Partien, kam aber nur noch zu drei Toren (1968/69). Als 31-Jähriger beendete Erhard Heilemann im Sommer 1970 seine Laufbahn im Leistungssport. Innerhalb von elf Jahren war er in 13 Oberligaspielen (drei Tore) und in 184 DDR-Liga-Spielen (70 Tore) eingesetzt worden.